# Confederación Sudamericana de Atletismo
Die Confederación Sudamericana de Atletismo (kurz CONSUDATLE) ist der Kontinentalverband der Südamerikanischen Leichtathletik-Landesverbänden. Die CONSUDATLE ist Teil von World Athletics. Derzeit hat die CONSUDATLE 13 Mitglieder. Die CONSUDATLE ist Ausrichter der Leichtathletik-Südamerikameisterschaften.

## Mitglieder der CONSUDATLE
| Land        | Leichtathletik-Verband               |               |
| ----------- | ------------------------------------ | ------------- |
| Argentinien | Confederación Argentina de Atletismo | Landesrekorde |
| Bolivien    | Federación Atletica de Bolivia       | Landesrekorde |
| Brasilien   | Confederação Brasileira de Atletismo | Landesrekorde |
| Chile       | Federación Atletica de Chile         | Landesrekorde |
| Ecuador     | Federación Ecuatoriana de Atletismo  | Landesrekorde |
| Guyana      | Athletics Association of Guyana      | Landesrekorde |
| Kolumbien   | Federación Colombiana de Atletismo   | Landesrekorde |
| Panama      | Federación Panameña de Atletismo     |               |
| Paraguay    | Federación Paraguaya de Atletismo    |               |
| Peru        | Federación Peruana de Atletismo      |               |
| Suriname    | Surinaamse Athletiek Bond            |               |
| Uruguay     | Confederación Atletica del Uruguay   |               |
| Venezuela   | Federación Venezolana de Atletismo   |               |